# 盛夏好声音
《盛夏好聲音》是中國偶像組合SNH48的第八張EP，此張EP的主打歌也是睽違兩年再次推出的水著歌曲，EP同時也附有2015年七月举办的SNH48第二屆總選舉投票券。

## 簡介
此張專輯集結全部隊伍一同參與，選拔成員數量為歷年最多高達24人。
此次MV的拍攝特別邀請到曾為SNH48第一屆總選舉TOP16成員制作舞曲MV《嗚吒》，並於近期斬獲香港亞洲音樂盛典大獎的韓國ZANYBROS公司制作團隊為SNH48拍攝，並制作夏日泳裝MV《盛夏好聲音》。同時，運營方也力邀來自東京的著名亞洲時尚攝影大師米原康正及其專業團隊全程參與拍攝，為SNH48成員拍攝夏季時尚大片系列作品。另悉，來自北京的國內某著名時尚雜誌也將派出國內頂級攝影師團隊參與本次海外拍攝活動，並將以超大篇幅刊載SNH48的本次拍攝作品。

## 收錄曲目
| CD       | CD                                              | CD       | CD                 | CD       | CD                                    | CD    |
| 曲序     | 曲目                                            | 作曲     | 编曲               | 演唱者   | 备注                                  | 时长  |
| -------- | ----------------------------------------------- | -------- | ------------------ | -------- | ------------------------------------- | ----- |
| 1.       | 盛夏好声音（原曲：《仲夏的Sounds good！》（真夏のSounds good!）） | 井上义正 | 井上义正           | 选拔組   | 作词：甘世佳 原词：秋元康 原唱：AKB48 | 4:34  |
| 2.       | 自我主张（原曲：《与核桃对话》（胡桃とダイアローグ））            | PJ       | 武藤星儿           | Team SII | 原词：秋元康 原唱：AKB48              | 3:19  |
| 3.       | 亲吻进行式（原曲：《倒数KISS》（キスまでカウントダウン））            | 杉山胜彦 | 杉山胜彦、有木竜郎 | Team NII | 原词：秋元康 原唱：AKB48              | 5:20  |
| 4.       | 眼神加速度（原曲：《快速与动体视力》（快速と動体視力））      | 俊龙     | 野中MASA雄一       | Team HII | 原词：秋元康 原唱：AKB48              | 4:07  |
| 5.       | 清纯哲学（原曲：《清纯哲学》（清純フィロソフィー））              | 多田慎也 | 生田真心           | Team X   | 原词：秋元康 原唱：AKB48              | 3:46  |
| 总时长： | 总时长：                                        | 总时长： | 总时长：           | 总时长： | 总时长：                              | 21:06 |

## 選拔成員

### 盛夏好聲音
（Center：張語格）
- Team SII：戴萌、孔肖吟、莫寒、錢蓓婷、吳哲晗（兼任Team X）、徐晨辰、許佳琪、張語格
- Team NII：龔詩淇、黃婷婷、鞠婧禕、陆婷、李藝彤、萬麗娜、易嘉愛、曾艷芬、趙粵
- Team HII：陳怡馨、李豆豆、劉炅然、王璐、楊惠婷、许杨玉琢、张昕

張語格首次擔任選拔Center。黃婷婷、李豆豆、劉炅然、楊惠婷、許楊玉琢首次參與選拔。首次有Team X的成員參與選拔。
MV在塞班島拍攝。

### 自我主張
（Center：戴萌）
- Team SII：陳觀慧、陳思、戴萌、蔣芸、孔肖吟、李宇琪、莫寒、錢蓓婷、邱欣怡、孫芮、吴哲晗（兼任Team X）、徐晨辰、许佳琪、徐子軒、趙嘉敏、张语格

### 親吻進行式
（Center：易嘉愛）
- Team NII：陈佳莹、陈问言、董艳芸、冯薪朵、龚诗淇、黄婷婷、何晓玉、鞠婧祎、罗兰、林思意、陆婷、李艺彤、孟玥、唐安琪、万丽娜、易嘉爱、赵粤、曾艳芬、张雨鑫

### 眼神加速度
（Center：陈怡馨、张昕）
- Team HII：陈怡馨、郝婉晴、李豆豆、刘炅然、林楠、刘佩鑫、李清扬、王柏硕、王璐、吴燕文、谢妮、徐晗、徐伊人、许杨玉琢、杨惠婷、张昕

### 清純哲學
（Center：杨韫玉）
- Team X: 陈琳、冯晓菲、李晶、李钊、孙静怡、邵雪聪、宋昕冉、孙歆文、汪佳翎、汪束、王晓佳、谢天依、杨冰怡、闫明筠、杨韫玉、张丹三

Team X首次參與EP錄製。

## 軼事
- 孫靜怡參與的最後一張EP。

## 上榜记录
2015年5月30日，SNH48在中央电视台音乐频道直播的《全球中文音乐榜上榜》节目中，标题曲目《盛夏好声音》获得第二名。

## 外部連結
- SNH48官網的專頁 （页面存档备份，存于）
- 愛奇藝上的「《盛夏好聲音》PV （页面存档备份，存于）」影片